# 姚家本
姚家本（1913年5月15日—1951年7月13日），中國共產黨員，上海市人，上海江海關稽查員，1947年來台擔任台北關稽查員，協助提供海關航運、倉儲資訊給中共華東局，1951年7月13日槍決於水源路刑場。

## 生平
姚家本，上海市人，上海江海關稅警，1937年抗戰爆發，姚家本於在1938年受中共北方局馮華全、張家棟吸收加入共產黨，參與組織活動，於1939年接手張家棟，任江海關稅警支部書記，1942年姚家本離開中共江海關支部組織調往中共江蘇省委，負責情報工作，1946年中共重新建立上海海關支部，張家棟任書記，姚家本擔任組織部委員，1947年姚家本調至台灣省台北關擔任稽查員，受命中國共產黨台灣華東局與蔡孝乾及陳澤民取得聯繫，由省工委書記蔡孝乾領導，負責提供海關航運、倉儲資訊，由張錦生來台負責聯絡工作。1950年底蔡孝乾遭到逮捕供述組織成員後逃獄，同案林鍾鶴為姚家本台北關同事，亦直屬蔡孝乾，蔡孝乾赴阿里山躲藏時曾到林鍾鶴住處，請他告訴姚家本小心注意，姚家本於1951年初遭到逮捕。
1951年5月17日姚家本與張錦生被判處死刑，1951年7月13日槍決於水源路刑場。

## 平反
2018年10月5日，中華民國促進轉型正義委員會第一批平反，撤銷受難者黃頂君等1050人之刑事有罪判決暨其刑，其中(40)安潔字第2705號，有關姚家本共同意圖以非法之方法顛覆政府而著手實行之有罪判決暨其刑及沒收之宣告正式撤銷

## 紀念
2013年10月 北京西山國家森林公園的無名英雄廣場上立有無名英雄紀念碑，為紀念來台灣在1950年代被處決「隱避戰線烈士」而設立。姚家本烈士銘刻於紀念碑上。